# Доброшани
Доброшани (мкд. Доброшани) су насеље у Северној Македонији, у средишњем делу државе. Доброшани су село у саставу општине Штип.

## Географија
Доброшани су смештени у средишњем делу Северне Македоније. Од најближег града, Штипа, насеље је удаљено 12 km западно.
Насеље Доброшани се налази у историјској области Овче поље. Насеље је положено у клисури реке Брегалнице. Око насеља се пружа голет, до је само мало површи обрадиво. Надморска висина насеља је приближно 240 метара.
Месна клима је блажи облик континенталне због близине Егејског мора (жарка лета).

## Становништво
Доброшани су према последњем попису из 2002. године имали 8 становника.
Већинско становништво су етнички Цинцари (100%). До почетка 20. века већина у селу били су Турци.
Претежна вероисповест месног становништва је православље.